# 35
35 (XXXV, na numeração romana) foi um ano comum do século I, do Calendário Juliano, da Era de Cristo, teve início a um sábado e terminou também a um sábado, e a sua letra dominical foi B.
| Ano completo                   |
| ------------------------------ |
| Ano comum com início ao sábado |

## Nascimentos
- 8 de Novembro - Nerva, Imperador Romano